# Crasiella diplura
Crasiella diplura är en djurart som tillhör fylumet bukhårsdjur, och som beskrevs av Clausen 1968. Crasiella diplura ingår i släktet Crasiella och familjen Planodasyidae. Arten är reproducerande i Sverige. Inga underarter finns listade i Catalogue of Life.